# Dorothy Devore
Dorothy Devore (Fort Worth, 22 juni 1899 – Woodland Hills, Los Angeles, 6 februari 1976) was een Amerikaanse filmactrice tijdens het stommefilmtijdperk.

## Gedeeltelijke filmografie
- The House Cleaning Horrors (1918)
- The Extra Bridegroom (1918)
- The Law of the North (1918)
- Please Hit Me (1918)
- Frenzied Film (1918)
- The Price of a Rotten Time (1918)
- Maid Wanted (1918)
- Camping Out (1918)
- Swat the Flirt (1918)
- String Beans (1918)
- Know Thy Wife (1918)
- How's Your Husband? (1919)
- Sing, Rosa, Sing! (1919)
- Good Gracious, Bobby (1919)
- You Couldn't Blame Her (1919)
- 45 Minutes from Broadway (1920)
- Magnificent Brute (1921)
- Hazel from Hollywood (1923)
- When Odds are Even (1923)
- Getting Gertie's Goat (1924)
- Hold Your Breath (1924)
- The Tomboy (1924)
- The Narrow Street (1925)
- Who Cares (1925)
- The Prairie Wife (1925)
- Three Weeks in Paris (1925)
- A Broadway Butterfly (1925)
- How Baxter Butted In (1925)
- The Man Upstairs (1926)
- Senor Daredevil (1926)
- The Social Highwayman (1926)
- Money to Burn (1926)
- The Gilded Highway (1926)
- Mountains of Manhattan (1927)
- No Babies Wanted (1928)
- Take the Heir (1930)

- Bibliothèque nationale de France: cb14676661h (data)
- Gemeinsame Normdatei: 1205690395
- International Standard Name Identifier: 0000 0000 5273 9617
- Library of Congress Control Number: nr98025570
- Nationale Bibliotheek van Israël: 987007454658805171
- SNAC: w6xh3x31
- Virtual International Authority File: 24863781
- WorldCat: E39PBJdh3BPXQpPK6Mfb69G4MP